# Санта-Тереза-Галлура
Санта-Тереза-Галлура (итал. Santa Teresa Gallura), или Лунгоне (сард. Lungone) — сардинский приморский курорт на Изумрудном побережье Галлуры; подчиняется административному центру Сассари.
Точное время возникновения посёлка неизвестно; возможно, что в античности на этом месте стоял город Тибула. С пляжей Санта-Терезы в хорошую погоду через пролив Бонифачо виден южный берег Корсики.  Покровителем населённого пункта считается Тереза Авильская.
Постоянное население составляет (по данным 2019 года) 5,4 тыс. жит. (в курортный сезон возрастает в несколько раз); плотность населения составляет 52,37 чел./км². Занимает площадь 102,29 км². Почтовый индекс — 7028. Телефонный код — 0789.
Покровителями коммуны почитаются святой Викторий, Тереза Авильская и святой Исидор, празднование во второе воскресенье октября  .